# 1922 у музиці
Ця стаття присвячена музичним подіям 1922 року.

## Події
- Написана пісня " Звійтесь вогнищами, сині ночі ".
- Засновано Чиказьку міську оперу.
- Заснований Персімфанс.
- Засновано Рочестерський філармонічний оркестр.
- Заснований Торонтський симфонічний оркестр.

## Класична музика
- 12 травня — прем'єра " Фраскіти " Легара.
- 18 травня — прем'єра " Байки про лисицю … " Стравінського.
- Франсіс Пуленк :
Соната для валторни, труби та тромбона.
Соната для кларнету та фаготу

## Народилися

### Січень
- 1 січня — Анджей Хіольський (пом. 2000) — польський оперний співак (ліричний баритон) та музичний педагог
- 7 січня — Жан-П'єр Рампаль (пом. 2000) — французький флейтист
- 10 січня — Естер Мягі (пом. 2021) — радянський та естонський композитор та музичний педагог

### Лютий
- 5 лютого — Кайла Грінбаум (пом. 2017) — британська піаністка та композитор
- 18 лютого — Ігор Катаєв (пом. 2020) — радянський, чеський і російський піаніст і композитор
- 22 лютого — Андре Азріель (пом. 2019) — австрійський і німецький композитор і педагог
- 24 лютого — Фелікс Вердер (пом. 2012) — австралійський композитор, музичний критик і педагог німецького походження

### Березень
- 11 березня — Борис Яровинський (пом. 2000) — радянський та український композитор і диригент

### Квітень
- 21 квітня — П'єр Петі (пом. 2000) — французький композитор, музичний педагог і музичний критик
- 29 квітня — Тутс Тілеманс (пом. 2016) — бельгійський та американський виконавець на губній гармоніці, гітарист і майстер художнього свисту

### Травень
- 5 травня — Моника Льюис[en] (пом. 2015) — американська актриса та співачка
- 15 травня — Аугустінас Армонас (пом. 2017) — радянський та литовський флейтист, музичний педагог та диригент
- 27 травня — Крістофер Лі (пом. 2015) — британський актор і співак
- 29 травня — Яніс Ксенакіс (пом. 2001) — французький композитор і архітектор грецького походження
- 31 травня — Єлизавета Мнацаканова (пом. 2019) — радянська та австрійська поетеса, перекладачка та музикознавець

### Червень
- 3 червня — Георгій Ансімов (пом. 2015) — радянський і російський актор і оперний режисер

### Липень
- 2 липня — Генріх Вагнер (пом. 2000) — радянський і білоруський композитор і музичний педагог
- 24 липня — Бернард Ладиш (пом. 2020) — польський оперний співак (бас) і актор
- 26 липня
  - Жерар Кальві (пом. 2015) — французький композитор і диригент
  - Анджей Кошевский[pl] (пом. 2015) — польський композитор, музикознавець та музичний педагог

### Серпень
- 25 серпня — Іврі Гітліс (пом. 2020) — ізраїльський скрипаль

### Вересень
- 1 вересня — Андрій Клімов (пом. 2015) — радянський та російський артист балету та балетмейстер
- 3 вересня — Яо Лі (пом. 2019) — китайська співачка
- 13 вересня — Чарльз Браун (пом. 1999) — американський блюзовий співак і піаніст
- 22 вересня — Іветт Орнер (пом. 2018) — французька акордеоністка

### Жовтень
- 13 жовтня — Жилберту Мендеш (пом. 2016) — бразильський композитор
- 17 жовтня — Луїс Бонфа (пом. 2001) — бразильський гітарист і композитор
- 18 жовтня — Чжу Цзяньер (пом. 2017) — китайський композитор
- 28 жовтня — Гершон Кінгслі (пом. 2019) — американський композитор німецького походження
- 29 жовтня — Параска Ботезат (пом. 2001) — радянська і молдавська оперна співачка (ліричне сопрано) і музичний педагог

### Листопад
- 9 ноября — Луиза Восгерчян (ум. 2000) — американская пианистка и музыкальный педагог
- 15 ноября — Раушангуль Илахунова (ум. 2000) — советская и казахская актриса и певица
- 20 ноября — Магафура Салигаскарова (ум. 2015) — советская и российская оперная певица (меццо-сопрано)
- 30 ноября — Павел Ядых (ум. 2000) — советский и российский дирижёр

### грудень
- 8 грудня — Джин Ритчи[en] (пом. 2015) — американська співачка, музикант і автор пісень
- 13 грудня — Анатолій Олександрович (пом. 2016) — радянський і російський оперний та естрадний співак
- 23 грудня — Мішлін Остермейєр (пом. 2001) — французька легкоатлетка та піаністка
- 31 грудня — Галина Черни-Стефаньська (пом. 2001) — польська піаністка

## Померли
- 23 січня — Гуго Варліх (65/66) — російський та радянський диригент чеського походження
- 26 січня — Луїджі Денца (75) — італійський композитор
- 21 лютого — Оскар Берінгер (77) — британський піаніст німецького походження
- 22 лютого — Джон Нокс Бокве (66) — південноафриканський журналіст, педагог, пресвітер, поет і композитор
- 27 березня — Микола Соколов (63) — російський композитор та музикознавець
- 7 квітня — Семюел Дін Грімсон (79/80) — британський скрипаль
- 12 квітня — Франтішек Ондржичек (64) — чеський скрипаль, педагог і композитор
- 21 квітня — Алессандро Морескі (63) — італійський співак-кастрат
- 29 квітня — Кирило Стеценко (39) — український композитор, хоровий диригент, музичний критик та педагог
- 16 травня — Еудженія Бурціо (49) — італійська оперна співачка (сопрано)
- 28 травня — Карл Тейке (58) — німецький композитор, диригент та гобоїст
- 20 червня — Вітторіо Монті (54) — італійський скрипаль, композитор і диригент
- 19 серпня — Феліпе Педрель (81) — іспанський композитор, музикознавець та педагог
- 15 вересня — Василь Віллуан (71) — російський скрипаль, піаніст, композитор, диригент та музичний педагог
- 18 вересня — Ельвіра Репетто-Тризоліні (72/73) — італійська оперна співачка (колоратурне сопрано)
- 14 листопада
  - Йозеф Вернер (85) — німецький віолончеліст, композитор та музичний педагог
  - Карл Міхаель Цірер (79) — австрійський композитор та диригент
- 23 грудня — Карл Генріх Барт (75) — німецький піаніст та музичний педагог